# Remote terminal unit
En RTU (engelska: Remote terminal unit) är en mikroprocessbaserad styrsystemskomponent som integrerar en fysisk process med ett överliggande kontrollsystem, till exempel ett distribuerat styrsystem (DCS) eller ett SCADA-system. En RTU:s uppgift är att avläsa (telemetri) en enhet, till exempel en temperatursensor i en fysisk process, och skicka värdet till ett överliggande kontrollsystem. En annan uppgift är att ta emot kommandon från det överliggande systemet för att utföra en viss styrning över en enhet, till exempel en ventil eller en strömbrytare. 
Inom elkrafttekniskt fackspråk kan en RTU benämnas som fjärrkontrollterminal.

## Historia
Mellan 1900 och 1920-talet utvecklades olika sorter av fjärrkontrollsystem för fjärrövervakning över processer. Systemen kunde bara övervaka en process och någon kontroll eller styrning var inte möjlig. 1921 utvecklades ett system som automatiskt kunde detektera en statusändring hos en fjärrstation och rapportera den ändringen till en operatör eller kontrollrum. 1923 utvecklades ett annat system som liknar mycket dagens "check before operate"-teknik, vilket fungerar som en förregling för att säkerställa om ett utförande är säkert/giltigt innan det faktiskt verkställs. 1927 kom det första systemet som kunde logga statusändringar från en avlägsen plats. Loggen eller historiken skrevs ut på papper med tillhörande tid och datum för statusändringen.
Senare utvecklades övervakningssystemen från elektromekaniska till användning av fasta tillståndets elektronik, elektroniska sensorer och A/D-omvandlare. På 1980-talet infördes mikroprocessbaserad logik i RTU:erna, vilket ökade flexibiliteten i övervakningssystemen samt gav nya möjligheter inom drift och prestanda. Den alltmer utvecklade kommunikationen och snabbare mikroprocessorer har minskat kostnaderna och förbättrat prestandan.

## Konstruktion
En RTU övervakar en fälts eller en process digitala och analoga parametrar och överför den datan till en central övervaknings- eller huvuddator (överliggande kontrollsystem). RTU:en innehåller mjukvara som förmedlar inkommande data till utkommande data, definierar kommunikationsprotokoll och felsöker installationsproblem. 
En RTU kan bestå av ett enda komplext kretskort, bestående av flera sektioner som utför olika uppgifter. Eller så består den av flera utbytbara kretskort (enheter), där respektive har sin huvuduppgift.
RTU:en har följande huvudkomponenter eller enheter för att utföra uppgifter inom övervakning och styrning:

### Kommunikationsenhet
Kommunikationsenheten är gränssnittet mellan överliggande kontrollsystem (till exempel SCADA:s kommunikationsnätverk) och RTU:ens interna system. Denna enhet tar emot meddelanden från en huvuddator, tolkar meddelanden, initierar åtgärder inom RTU:en som i sin tur initierar verkliga handlingar i en process. RTU:en skickar därefter tillbaka meddelande till huvuddatorn huruvida handlingen blev lyckat eller inte. RTU:en samlar också in data från processen och förmedlar relevant data till huvuddatorn via kommunikationsenheten. En eller flera huvuddatorer kan vara kopplade till en RTU.

#### Kommunikationsprotokoll
Det finns ett stort antal kommunikationsprotokoll inom diverse teknikområden för RTU:er, och kommunikationsenheten hos en RTU är utformat för att formatera och tolka data inom aktuellt protokoll. Många kommunikationsprotokoll för SCADA brukar bara skicka information vid undantag eller om den senaste mätningen har ändrats jämfört med den tidigare mätningen, vilket minskar belastningen hos kommunikationssystemet. Vid analoga mätningar skulle det kunna betyda att inga mättningar skickas så länge de befinner sig inom ett dödband. 

#### Felrättande kodmeddelande
Datan som hanteras av ett SCADA-system är oftast kritiska, och någon korruption i datan kan leda till allvarliga konsekvenser. Paritetsbit är den enklaste metoden inom felrättande kod, där en ensam bit läggs till i ett meddelande så att summan alltid är udda. Om summan, alltså paritetsbiten, inte stämmer, kan mottagaren (RTU eller överliggande SCADA-system) begära att få meddelandet sänd igen. Cyclic Redundancy Check (CRC) är en annan felkontrollsmetod som är mer tillförlitligt. Här kan man förenkelt säga att varje meddelande eller datablock divideras med ett 16-gradspolynom, och att resten av divisionen läggs till i slutet av meddelandet eller datablocket. Meddelandet (som inom datafackspråk kallas nyttolast) är inkapslad i ett större datablock, vilket alltid har en fast längd av tecken (ettor och nollor) beroende på vilket protokoll som används. 

#### Multiportskommunikation
Idag finns det många moderna RTU:er som kan kommunicera med högre system inom SCADA (högre upp bland nivåerna av ett SCADA-system) till mer än en huvuddator, och samtidigt kommunicera med andra närliggande RTU:er och IED:er i en rad olika protokoll. 

### Internenhet
Internenheten eller interna systemet är den centrala process- och kontrollenheten, vilket tar hand om alla viktiga uppgifter, till exempel tid och kontrollavkänning. Denna logiska internenhet hanterar också analog-till-digital-omvandling (A/D-omvandling) samt beräkningar i många fall. Moderna RTU:er utför ett antal avancerade funktioner för att avlasta huvuddatorn, där de huvudsakliga funktionerna är mätvärdesinsamling, val av enhet och exekution av enhet. 

#### Tidsmärkning
Tidsmärkning av händelser har en stor betydelse inom många processområden, och det är den logiska internenheten som hanterar denna uppgift. En RTU måste kunna utföra många funktioner under samma gång, och utöver att hålla koll på tiden för diverse händelser, så stöder den även tidssynkronisering. Tidssynkronisering av en RTU och huvuddator sker med hjälp av GPS, vilket säkerställer nästan perfekt synkronisering. Vissa RTU:er är tidssynkroniserade från en huvuddator, vilket kan aningen ge någon tidsavvikelse (6–8 millisekunder som minst). För effektiv tidsmärkning måste RTU:en kunna mäta tiden inom 1 millisekund. Denna precision kräver både en noggrann klocka och en processor med avbrottsmekanism. 

#### Datainsamling
Datan som mäts in kan komma i både analog och digital form. Det är internenheten som samlar in och rapporterar vidare denna data. Den tidigare generationen av RTU:er hade A/D-omvandling som en modul utanför RTU:en, vilket krävde extra manuell installation mellan process och RTU. De senare framstegen inom A/D-omvandling och kommunikationsnätverk har gjort att processenheter har blivit mer "intelligenta", vilket har gjort att de kan direkt skicka digital data över ett LAN, som i sin tur kan mottas av en RTU. 
Inom elkraftindustrin har IED:er börjat användas allt mer istället för RTU:er, då dessa mikroprocessbaserade styrenhetsutrustningar skickar all data i digital form, vilket utgör en grund för ett "intelligent kraftsystem".

#### Digitala ingångar (digital datainsamling)
Digital data kan ha två värden eller tillstånd, vilket generellt betecknas som på/av (on/off). Detta åstadkoms vanligtvis genom användning av en isolerad spännings- eller strömkälla. Signalen från denna isolerade spännings- eller strömkällan indikerar det aktuella läget för ett system eller process. Ett enkelt exempel kan vara för att veta om en strömbrytare är på- eller avslagen. Är den påslagen så kommer indikationen vara på en spänning som är över noll volt. Är den däremot avslagen så kommer indikationen visa en spänning på noll volt. För andra datainsamlingar som är lite mer avancerade, till exempel vattenflöde genom ett rör, finns det andra metoder, fortfarande med hjälp av digitala ingångar. 

#### Analoga ingångar (analog datainsamling)
De analoga signalerna består oftast av en liten spänning eller ström som varierar över tid och inom ett visst intervall. Det kan till exempel vara 0–1 mA, 4–20 mA strömloop, 0–10 V, ±2,5 V och ±5,0 V. Dessa värden har oftast omvandlads från andra kvantitetsvärden eller storheter via transducer, vilket skyddar RTU:ens känsliga ingångar mot farliga spänningar och strömmar. A/D-omvandlarkretsen omvandlar dessa signaler till binära (digitala) värden för vidare överföring eller intern analys. En RTU kan också få analog data via kommunikationssystemet från en huvuddator eller IED. 
Signalen för 4–20 mA är den mest vanliga och fungerar som en standard inom många industriprocesser. Denna strömloopssignal är generellt immun mot elektriska störningar. De två värdena på 4 och 20 mA representerar 0–100 procent av ett mätområde. Till exempel om en RTU mottar en signal på 4 mA ifrån en flödesmätare, indikerar det att aktuella flödet är på noll kubikmeter per sekund (under förutsättning att 4 mA ska representera 0 m³/s såklart). Skulle RTU:en däremot motta en signal under 4 mA indikerar det att något är fel på mätutrustningen. 
Denna rådata översätts och skalas till lämpliga enheter, såsom mängd av kvarvarande vatten i tank, temperaturgrader eller elektrisk effekt, innan den presenteras för en användare via människa-maskin-gränssnitt. Översättning och skalning kan antingen ske inom en RTU eller hos överliggande system. 

#### Digitala utgångar (digital styrning)
Digitala utgångar används för styrning, till exempel för öppna eller stänga en strömbrytare. Allmänt uppnås detta genom ett relä som initieras av en RTU. Reläet i sin tur agerar som (exempelvis) en strömbrytare för att stänga eller öppna en elektrisk krets. Inom många processindustrier och elkraftsystem används detta sätt för styrning. Kontaktutgångarna förblir låsta i den aktuella positionen efter senaste kommando, tills ett nytt annat kommando mottas. Annars finns det små finesser där man kan bestämma hur länge en utgång ska vara på- eller avslagen via ett och samma kommando. 

#### Analoga utgångar (analog styrning)
Användning av analoga utgångar är inte så vanligt, men kan användas för att styra variabla processenheter, såsom vätskenivå i tank eller motorhastighet. Oftast är det en milliampere-signal proportionell till den digitala kvantiteten som specificeras i ett kommando från en huvuddator. 

### Utgångsenhet
Utgångsenheten är gränssnittet mellan en RTU och en fysisk process, vilket kan vara farligt för en RTU. Därför är utgångsenhetens huvudfunktion att skydda RTU:en mot processens eventuella farliga miljö. Exempel på dessa miljöer är temperatur, fuktighet och rök, eller om RTU:en är installerad på ett ställverk så kan det vara transienter, överspänning, elektrostatisk urladdning och elektromagnetiska störningar. Beroende på RTU-tillverkare och modell finns det olika åtgärder och isoleringar som skyddar RTU:en, och framförallt dess internenhet mot farliga miljöer. 
Fysiskt sätt sitter de digitala och analoga in- och utgångarna här. Men dess data och signaler hanteras av internenheten. 

### Människa-maskin-gränssnitt
RTU:er som ligger på avlägsna platser är allmänt obemannade och har kanske varken displayer eller HMI:er. I annat fall finns det en RTU-panel med lysdioder som indikerar statusen för RTU:ens olika delar och funktioner, vilket kan ge en någorlunda uppfattning om det aktuella läget. Denna indikation, fast med mer detaljerad information, skickas även till huvuddatorn. Tester med hjälp av insticksprogram som simulerar en huvuddator för att testa RTU:er används också av tekniker, då det ger en bättre diagnos av RTU-relaterade problem. 
Dagens tillgång på billiga LED- och LCD-displayer har gjort att fler RTU:er är utrustade med sådana. Dessa displayer kan då visa mer information, såsom uppmätta värden, direkt till personal på plats vid en process eller ställverk. 

### Strömförsörjningsenhet
En RTU behöver strömförsörjning för alla dess enheter och komponenter. I princip är strömförsörjningen alltid en likström, där 24 volt är vanligast. Men det förekommer också allt mellan 24 och 250 volt. RTU:er installerade på ställverk får sin strömförsörjning ifrån batterier, i fall det blir strömavbrott. En RTU kan också ha stöd för flera spänningsnivåer, vilket gör att man enkelt kan växla från den ena till den andra, och därmed göra hela övervaknings- och styrsystemet mer pålitligt. 

## Jämförelse med andra styrsystem
RTU:er skiljer sig från programmerbara styrsystem (PLC:er) då RTU:er är lämpligare för avlägsnare telemetri, där trådlös kommunikation ofta förekommer. Medan PLC:er är lämpligare för lokala styrningar, såsom stora fabriker och kraftverk, där trådbundna kommunikationskanaler används. Programmeringsverktyget IEC 61131 är populärare för användning med PLC:er, medan RTU:er ofta använder proprietära programmeringsverktyg.
RTU:er och PLC:er börjar i allt högre grad överlappa varandras ansvarsområden, och många leverantörer säljer RTU:er med PLC-liknande funktioner och vice versa. Vissa RTU-leverantörer har skapat enkla grafiska användargränssnitt (GUI) för att enkelt kunna konfigurera RTU:er.
En PAC (programmable automation controller) är en kompakt styrenhet som kombinerar funktionerna och egenskaperna hos ett PC-baserat styrsystem med en typisk PLC. PAC:er används i ett SCADA-system för att tillhandahålla funktioner hos en RTU eller PLC. I många ställverk med SCADA-tillämpning används "distribuerade RTU:er" för informationsbehandling och/eller datorer för kommunikation med digitala reläskydd, PAC:er och andra I/O-enheter.

## Användningsområden
För en RTU:s fjärrövervakning finns följande exempelområden:
- Olja och gas (obemannade oljeplattformar och oljekällor)
- Pumpstationer (avlopp och vattenförsörjning)
- Väderstation
- Flygtrafiksutrustning såsom navigeringssystem

För en RTU som även har fjärrstyrning finns följande exempelområden:
- Hydrografi (vattenförsörjning, vattenmagasin och reningsverk)
- Elnät och dess tillhörande utrustning (ställverk)
- Gasnät och dess tillhörande utrustning
- Utomhuslarm (Viktigt meddelande till allmänheten)